# Талдыкорганский казахский драматический театр им. Бикен Римовой
Талдыкорганский казахский драматический театр им. Бикен Римовой — один из ведущих театров Казахстана. Открылся в 1975 году.

## История
Театр открылся 4 ноября 1975 года спектаклем «Козы Корпеш - Баян Сулу» (автор Г. Мусрепов).
А. Базаргельдиев, А. Исаев, Ж. Лебаева, Д. Мусабеков, А. Оразбеков, К. Темирбаев, Ж. Шайкина под руководством
М. Камбарова сформировали новую труппу театра.
31 августа 2000 года театру присвоено имя народной артистки Казахстана, лауреата Государственной премии Бикен Римовой.
31 октября в 2018 году состоялась торжественное открытие нового здания театра имени Бикен Римовой. Авторами проекта стали архитекторы Рустембеков А.И., Джакипбаев М.А., Мусылманбеков Б.А., Кусаинов А.М., Немцев В.А. Церемония открытия была приурочена к VII Международному театральному фестивалю стран Центральной Азии «Казахстан - сердце Евразии».

## Труппа
1. Кенжебекова Алмахан Нурпеисовна — Народная артистка Казахстана
2. Кендебай Темірбайұлы — Заслуженный деятель Казахстана, Кавалер ордена Парасат
3. Идришева Алихан Оразгалиевна — Заслуженный деятель Казахстана
4. Кожабеков Аман Толебаевич — обладатель знака «Мәдениет қайраткері»
5. Нурмуханбетова Макен Дубековна — обладатель знака «Мәдениет қайраткері»
6. Нурхалык Серик Сақбайевич — Кавалер ордена «Курмет», Почетный гражданин Алматинской области
7. Муса Ажибеков — «Отличник культуры» РК
8. Токымтаев Базарбек  — «Отличник культуры» РК
9. Темербаева Галия  — «Отличник культуры» РК
10. Нугманов Абай Мылханович — обладатель знака «Мәдениет қайраткері»
11. Кожбанова Алия — «Отличник культуры» РК
12. Мунайтпасова Сандугаш — обладатель знака «Мәдениет қайраткері»
13. Тулеуова Акмарал Турсуновна — «Отличник культуры» РК
14. Ажибеков Муса Ержумаевич — «Отличник культуры» РК и др.

## Награды и премии
- В 1978 году занял третье место на Всесоюзном фестивале молодёжи
- В 1996 году коллектив театра занял 3-е место на III Республиканском театральном конкурсе, посвященном 150-летию Жамбыла Жабаева со спектаклем «Қор»
- В 1997 году коллектив театра занял 3-е место на Международном театральном фестивале, посвященном 100-летию Мухтара Ауэзова со спектаклем «Абай»
- В 2000 году коллектив театра занял 3-е место на IX Республиканском театральном фестивале, посвященном 100-летию Иса Байхакова со спектаклем «Мен бір партия, сен бір партия»
- В 2003 году коллектив театра занял 3-е место на фестивале театров , посвященном 200-летию М.Утемисова со спектаклем «Қош бол, Қараой»
- В 2005 году коллектив театра завоевал Гран-при XII республиканского фестиваля театров, посвященного 100-летию Курманбека Жандарбекова и Канабека Байсеитова со спектаклем «Ана аманаты»
- В 2009 году коллектив театра занял первое место на XVII Республиканском фестивале театров со спектаклем «Райымбек!,Райымбек! »
- В 2012 году коллектив театра приняла участие на Республиканском театральном фестивале, посвящённом 100-летию И. Омарова, проходившем в г. Костанай и победил в 3 номинациях
- В 2013 году театр победил в 2 номинациях  на Республиканском театральном фестивале в г. Актобе. и др.
- Лучший театр Республики Казахстан 2014 года
- Почётная грамота Совета МПА СНГ (16 апреля 2015 года, Межпарламентская ассамблея СНГ) — за многолетний вклад в укрепление дружбы между народами[2].

## Текущий репертуар
1. М. Ауэзов «Абай»
2. М. Ауэзов «Енлик-Кебек»
3. М. Ауэзов «Карагоз»
4. С. Муканов «Шокан»
5. А. Чехов «Дядя Ваня»
6. М. Макатаев «Райымбек! Райымбек!»
7. Г. Мусирепов «Ақан сері — Ақтоқты»
8. С. Ахмад «Восстание невест»
9. Р. Отарбаев «Ұйық»
10. У. Шекспир «Ромео и Джульетта»
11. С. Сарыбай «Орақты Батыр»
12. Жолтай Жумат-Алмашулы «Аққан жұлдыз құласа...»
13. С. Балгабаев «Ғашықсыз ғасыр»
14. А. Оразбеков «Бір түп алма ағашы»
15. С. Балгабаев «Ең жақсы еркек»
16. Т. Мамасейтов «Құлқының құлы»
17. С. Алексиевич «Соғыстың сұрқы әйелге жат»
18. Б. Римова «Қос мұңлық»
19. М. Задорнов «Күйеуіңізді сатыңызшы»
20. К. Ыскаков «Таңғы жаңғырық»
21. М. Бэцяку «Деніңіз сау ма?»
22. Иран-Гайып «Естайдың Қорланы»
23. М. Имангазинов, Н. Утеулинова «Ілияс»
24. Е. Толеубай «Үзілген тамыр»
25. Т. Уильямс «Көгілдір роза»
26. К. Мурат «Орбұлақ»
27. А. Актай «Балпық би»
28. Д. Рамазан «Керей мен Жәнібек»
29. Л. Егембердиева «Жұмақ маған бұйырмас»
30. М. Сарсеке «Тендерге түскен келіншек»
31. Б. Кайырбеков «Достар серті»
32. М. Ауезов, К. Мухамеджанов «Айман-Шолпан»
33. А. Ихсан «Хақ жолы»
34. Е. Толеубай «Алаштың Алиханы»
35. К. Касенов «Арманшылдар»
36. Р. Сейсенбаев «Өзіңді тап»
37. Т. Алипбай «Қанды ғасыр»
38. А. Фадеев «Жас гвардия»
39. А. Бек «Волоқалам тас жолы»
40. B. И. Ежов «Бұлбұлдар түні» и др.